# Lancer du javelot féminin aux championnats du monde d'athlétisme 2023
Pour des articles plus généraux, voir Championnats du monde d'athlétisme 2023 et Lancer du javelot aux championnats du monde d'athlétisme.
Navigation
Eugene 2022 Tokyo 2025
L'épreuve du lancer du javelot féminin des championnats du monde de 2023 se déroule les 23 et 25 août 2023 au sein du Centre national d'athlétisme à Budapest, en Hongrie.

## Mimimas
La période de qualification est comprise entre le 31 juillet 2022 et le 30 juillet 2023. Le minima de qualification est fixé à 63,80 m.

## Résultats

### Qualifications
Qualification : 61,50 m (Q) ou les 12 meilleures lanceuses (q) se qualifient pour la finale
| Rang | Groupe | Athlète               | Pays             | Essais  | Essais  | Essais  | Marque  | Notes |
| Rang | Groupe | Athlète               | Pays             | 1       | 2       | 3       | Marque  | Notes |
| ---- | ------ | --------------------- | ---------------- | ------- | ------- | ------- | ------- | ----- |
| 1    | A      | Līna Mūze             | Lettonie         | 53,96 m | 56,88 m | 63,50 m | 63,50 m | Q     |
| 2    | B      | Mackenzie Little      | Australie        | 50,94 m | 58,79 m | 63,45 m | 63,45 m | Q     |
| 3    | A      | Haruka Kitaguchi      | Japon            | 59,04 m | 63,27 m |         | 63,27 m | Q     |
| 4    | A      | Victoria Hudson       | Autriche         | 62,96 m |         |         | 62,96 m | Q     |
| 5    | A      | María Lucelly Murillo | Colombie         | 59,34 m | 62,72 m |         | 62,72 m | Q, PB |
| 6    | A      | Kathryn Mitchell      | Australie        | 62,10 m |         |         | 62,10 m | Q, SB |
| 7    | B      | Flor Ruíz             | Colombie         | 60,73 m | 60,23 m | 62,05 m | 62,05 m | Q, SB |
| 8    | B      | Anete Kociņa          | Lettonie         | x       | 61,27 m | 58,46 m | 61,27 m | q     |
| 9    | A      | Liu Shiying           | Chine            | 60,41 m | x       | 60,72 m | 60,72 m | q     |
| 10   | A      | Jo-Ane van Dyk        | Afrique du Sud   | 59,34 m | 57,59 m | 60,09 m | 60,09 m | q     |
| 11   | B      | Jucilene de Lima      | Brésil           | 58,39 m | 57,94 m | 59,76 m | 59,76 m | q     |
| 12   | A      | Kelsey-Lee Barber     | Australie        | 58,10 m | 55,90 m | 59,66 m | 59,66 m | q     |
| 13   | B      | Tori Peeters          | Nouvelle-Zélande | 57,95 m | 59,59 m | 54,46 m | 59,59 m |       |
| 14   | B      | Liveta Jasiūnaitė     | Lituanie         | 59,00 m | 56,88 m | 57,61 m | 59,00 m |       |
| 15   | B      | Marina Saito          | Japon            | x       | 56,24 m | 58,95 m | 58,95 m |       |
| 16   | A      | Adriana Vilagoš       | Serbie           | 58,65 m | 58,10 m | 55,55 m | 58,65 m |       |
| 17   | A      | Anni-Linnea Alanen    | Finlande         | 53,66 m | 54,79 m | 58,30 m | 58,30 m |       |
| 18   | B      | Maggie Malone         | États-Unis       | 56,27 m | 57,85 m | 54,46 m | 57,85 m |       |
| 19   | A      | Annu Rani             | Inde             | 57,05 m | x       | 56,01 m | 57,05 m |       |
| 20   | A      | Réka Szilagyi         | Hongrie          | 56,21 m | 54,14 m | x       | 56,21 m |       |
| 21   | A      | Momone Ueda           | Japon            | 54,67 m | 56,19 m | 56,19 m | 56,19 m |       |
| 22   | A      | Dilhani Lekamge       | Sri Lanka        | 54,77 m | 50,00 m | 55,89 m | 55,89 m |       |
| 23   | B      | Sara Kolak            | Croatie          | 50,80 m | x       | 55,89 m | 55,89 m |       |
| 24   | B      | Nikol Tabackova       | Tchéquie         | 49,88 m | 55,45 m | x       | 55,45 m |       |
| 25   | A      | Juleisy Angulo        | Équateur         | x       | 52,82 m | 55,27 m | 55,27 m |       |
| 26   | B      | Angéla Moravcsik      | Hongrie          | 52,54 m | x       | 55,10 m | 55,10 m |       |
| 27   | A      | Ariana Ince           | États-Unis       | 54,60 m | x       | x       | 54,60 m |       |
| 28   | A      | Nikola Ogrodníková    | Tchéquie         | 50,78 m | 54,59 m | 54,36 m | 54,59 m |       |
| 29   | A      | Martina Ratej         | Slovénie         | 54,41 m | x       | 53,35 m | 54,41 m |       |
| 30   | B      | Elína Tzéngko         | Grèce            | 53,70 m | 54,27 m | x       | 54,27 m |       |
| 31   | B      | Marija Vučenović      | Serbie           | x       | 54,21 m | 52,27 m | 54,21 m |       |
| 32   | B      | Irena Gillarová       | Tchéquie         | 54,15 m | x       | 53,06 m | 54,15 m |       |
| 33   | B      | Rhema Otabor          | Bahamas          | 48,34 m | 53,62 m | x       | 53,62 m |       |
| 34   | B      | Sigrid Borge          | Norvège          | 52,09 m | x       | 53,34 m | 53,34 m |       |
|      | B      | Eda Tuğsuz            | Turquie          | x       | x       | x       | NM      |       |
|      | B      | Gedly Tugi            | Estonie          | x       | x       | x       | NM      |       |

### Finale
| Rang               | Athlète               | Pays           | Essais  | Essais  | Essais  | Essais  | Essais  | Essais  | Marque  | Notes |
| Rang               | Athlète               | Pays           | 1       | 2       | 3       | 4       | 5       | 6       | Marque  | Notes |
| ------------------ | --------------------- | -------------- | ------- | ------- | ------- | ------- | ------- | ------- | ------- | ----- |
| Médaille d'or      | Haruka Kitaguchi      | Japon          | 61,78 m | 61,99 m | 63,00 m | 62,36 m | 62,68 m | 66,73 m | 66,73 m |       |
| Médaille d'argent  | Flor Ruíz             | Colombie       | 65,47 m | 62,45 m | 62,89 m | 59,73 m | x       | 60,97 m | 65,47 m | AR    |
| Médaille de bronze | Mackenzie Little      | Australie      | 59,95 m | 56,81 m | 61,41 m | 61,23 m | 61,66 m | 63,38 m | 63,38 m |       |
| 4                  | Anete Kociņa          | Lettonie       | 59,04 m | 58,82 m | 59,66 m | 63,18 m | x       | 62,02 m | 63,18 m | SB    |
| 5                  | Victoria Hudson       | Autriche       | 59,08 m | 62,14 m | 59,20 m | 62,92 m | 59,56 m | 59,84 m | 62,92 m |       |
| 6                  | Liu Shiying           | Chine          | 61,66 m | x       | x       | 61,16 m | 61,23 m | 58,72 m | 61,66 m | SB    |
| 7                  | Kelsey-Lee Barber     | Australie      | 55,82 m | 59,44 m | 58,98 m | 58,31 m | 61,19 m | 61,01 m | 61,19 m |       |
| 8                  | Jucilene de Lima      | Brésil         | 58,49 m | x       | 60,34 m | x       | 58,33 m | x       | 60,34 m |       |
| 9                  | Līna Mūze             | Lettonie       | 58,43 m | x       | x       |         |         |         | 58,43 m |       |
| 10                 | Jo-Ane van Dyk        | Afrique du Sud | 57,43 m | 54,45 m | 53,99 m |         |         |         | 57,43 m |       |
| 11                 | María Lucelly Murillo | Colombie       | x       | x       | 54,85 m |         |         |         | 54,85 m |       |
| 12                 | Kathryn Mitchell      | Australie      |         |         |         |         |         |         | DNS     |       |

## Légende
Records et Performances
- AR : Record continental (area record)
- CR : Record des championnats (championship record)
- MR : Record du meeting (meet record)
- NR : Record national (national record)
- OR : Record olympique (olympic record)
- PR : Record paralympique (paralympic record)
- PB : Record personnel (personal best)
- SB : Meilleure performance personnelle de la saison (season's best)
- WL : Meilleure performance mondiale de l'année (world leader)
- WJR : Record du monde junior (world junior record)
- WR : Record du monde (world record)

Circonstances et Conditions
- DNF : N'a pas terminé (did not finish)
- DNS : N'a pas pris le départ (did not start)
- DQ : Disqualification (disqualification)
- NM : Aucun essai valable enregistré (No Mark)
- Q : Qualifié « directement » au prochain tour (ou à la prochaine compétition), lors d'une compétition majeure, grâce au classement ou à la réalisation des minima (automatic qualifier)
- q : Qualifié au prochain tour (ou à la prochaine compétition), lors d'une compétition majeure, grâce au repêchage ou à la réalisation de l'une des meilleures performances parmi celles des « non qualifiés directement » (grâce au meilleur temps ou à la meilleure distance par exemple) (secondary qualifier)